# Holcojoppa coelopyga
Holcojoppa coelopyga là một loài tò vò trong họ Ichneumonidae.